# Monochromadora crassicauda
Monochromadora crassicauda is een rondwormensoort uit de familie van de Rhabdolaimidae.